# Xabi Molia
François-Xavier Molia (Bayonne, 25 dicembre 1977) è uno scrittore, sceneggiatore e regista francese.
Dopo aver pubblicato diversi romanzi per Gallimard, ha raggiunto la piena maturità narrativa con romanzi che ruotano attorno ai generi e ai toni della fantapolitica e della fantascienza, fino a Avant de disparaître (pubblicato per Seuil e nella prestigiosa collana Fiction & Cie), una delle sorprese della Rentrée littéraire francese
 del 2011. 
Sul versante cinematografico ha realizzato Huit fois debout premiato al Tokyo International Film Festival e al Festival del cinema di Stoccarda. Insegna cinema all'Università di Poitiers.

## Opere
- Fourbi (2000), Gallimard.
- Supplément aux mondes inhabités (2004), Gallimard.
- Le contaire du lieu (2005), Gallimard.
- Reprise des hostilités (2007), Seuil (collection Fiction & Cie).
- Vers le Nord (con Elodie Jarret, 2009) Sarbacane (collection Éditions Sarbac).
- Avant de disparaître (2011), Seuil (collection Fiction & Cie), tr. it. di Stefano Lazzarin, Prima di scomparire (2012), L'orma editore, Roma (collana Kreuzville), ISBN 978-88-980-3800-8.
- Grandeur de S, (2012), Seuil (collection Fiction & Cie).
- Les premiers (une histoire des super héros français) (2017), Seuil (collection Fiction & Cie), ISBN 978-20-213-4311-3.

## Riconoscimenti
- 1996: Prix du jeune écrivain francophone (Le Roi dépouillé).
- 1997: Prix du jeune écrivain francophone (Le Temps des cerises).
- 1998: Prix du jeune écrivain francophone (Spinoza et moi).

## Filmografia

### Lungometraggi
- Huit fois debout (2009)
- Les Conquérants (2013)
- Comme des rois (2017)

### Cortometraggi
- Avec vautours (Francia, 2003).
- L'Invention du demi-tour (Francia, 2005).
- S'éloigner du rivage (Francia, 2008).

### Solo sceneggiatore
- No Man's Land – serie TV, 8 episodi (2020)